# Saturnino María Laspiur (Córdoba)
Saturnino María Laspiur es una localidad situada en el departamento San Justo, provincia de Córdoba, Argentina.
Se encuentra situada sobre la Ruta Nacional 158. Dista de la Ciudad de Córdoba en 194 km, 52 km de la ciudad de San Francisco y 28 km al noreste de la ciudad de Las Varillas. La fiesta patronal se celebra el día 8 de agosto.

## Población
Cuenta con 2822 habitantes (Indec, 2022), lo que representa un incremento del 11,5% frente a los 2496 habitantes (Indec, 2010) del censo anterior. El casco urbano se compone de 950 hogares.
| Gráfica de evolución demográfica de Saturnino María Laspiur (Córdoba) entre 1991 y 2022 |
|                                                                                         |
| Fuente: Censos nacionales del INDEC                                                     |

## Economía y sociedad
El fuerte económico se relaciona con el agro. Siendo las principales actividades la agricultura (soja, maíz, sorgo, trigo), ganadería (feed lot) y lecheria. Industrialmente consta de varias fábricas dedicadas a productos lácteos, servicios para el agro e industrias plásticas.
Existen en la localidad un hospital, una escuela secundaria, una escuela primaria, un jardín de infantes, una comisaría y un edificio municipal en el cual se efectúan gran parte de las funciones administrativas.

## Geografía

### Población
Cuenta con 2496 habitantes (Indec, 2010), lo que representa un incremento del 7,7% frente a los 2,316 habitantes (Indec, 2001) del censo anterior. El casco urbano se compone de 850 hogares.
| Gráfica de evolución demográfica de Saturnino María Laspiur (Córdoba) entre 1991 y 2010 |
|                                                                                         |
| Fuente: Censos nacionales del INDEC                                                     |

### Clima
El clima es templado con estación seca, registrándose una temperatura media anual de 25 °C aproximadamente. En invierno se registran temperaturas inferiores a 0 y superiores a 35 en verano.
El régimen anual de precipitaciones es de aproximadamente 800 mm.

## Parroquias de la Iglesia católica en Saturnino María Laspiur
| Diócesis  | San Francisco         |
| --------- | --------------------- |
| Parroquia | San Domingo de Guzmán |